# FIFPro

Logo FIFPro

De Fédération Internationale des Associations de Footballeurs Professionnels (FIFPro) is een internationale vakbond die zich wereldwijd bezighoudt met professionele voetballers.
49 landen zijn lid van deze organisatie en zes landen zijn kandidaat-lid. Onder het beleid van president Leonardo Grosso en vicepresident  Theo van Seggelen kozen zij van 2005 tot 2008 elk jaar de beste voetballer ter wereld. In 2009 veranderde dit in Ballon d'Or. 
De FIFPro houdt zich hoofdzakelijk bezig met het steunen van de spelers, vooral op het mentale vlak.